# Salmon River, Nova Scotia
Salmon River är ett vattendrag i Kanada.   Det ligger i provinsen Nova Scotia, i den östra delen av landet, 1 000 km öster om huvudstaden Ottawa.
Omgivningarna runt Salmon River är en mosaik av jordbruksmark och naturlig växtlighet. Runt Salmon River är det glesbefolkat, med 10 invånare per kvadratkilometer.